# 千葉恒次郎
千葉 恒次郎（ちば つねじろう、1877年〈明治10年〉2月 - 没年不明）は、日本の実業家。池貝鉄工所、池貝自動車製造各相談役。族籍は東京府平民。

## 人物
東京府・千葉松兵衛の弟。千葉直五郎の叔父。1896年、分家する。池貝鉄工所、池貝自動車製造各副社長、帝国塗料取締役などをつとめた。
趣味は読書、小唄。宗教は日蓮宗。住所は東京市京橋区築地、同市赤坂区新坂町。

## 家族・親族
千葉家
- 妻・まき（1884年 - ?、東京、土志田與助の妹）[1][5]
- 男・龍太郎（1903年 - ?）[1]
- 二男（池貝鉄工所社員）[1]

親戚
- 姪・久の夫・千葉亀之助（金融業、池貝鉄工所監査役）
- 甥・千葉直五郎（煙草商、池貝鉄工所監査役）
- 兄・千葉松兵衛（煙草商、高等演芸場取締役）
- 妻の兄・土志田與助（米穀商、紀伊土地社長）
- 広部清一郎[4]（広部鉱業社長）